# Piranguçu
Piranguçu là một đô thị thuộc bang Minas Gerais, Brasil. Đô thị này có diện tích 206,417 km², dân số năm 2007 là 5125 người, mật độ 25,8 người/km².